# Rue Dieu (Toulouse)
Pour les articles homonymes, voir Rue Dieu.
La rue Dieu est une voie de Toulouse, chef-lieu de la région Occitanie, dans le Midi de la France.

## Situation et accès

### Description
La rue Dieu est une voie publique. Elle se trouve dans le haut du quartier de Bonnefoy.
La chaussée compte une seule voie de circulation automobile en sens unique. Elle appartient à une zone 30 et la vitesse y est limitée à 30 km/h. Il n'existe ni bande, ni piste cyclable, quoiqu'elle soit à double-sens cyclable.

### Voies rencontrées
La rue Dieu rencontre les voies suivantes, dans l'ordre des numéros croissants (« g » indique que la rue se situe à gauche, « d » à droite) :
1. Rue du Faubourg-Bonnefoy
2. Rue Rossignol (g)
3. Avenue de Lavaur

## Odonymie
En 1883, lors de son percement, la rue fut nommée Dedieu, du nom d'une famille, propriétaire des terrains qui avaient servi à l'assiette de la rue. En 1904, par déformation, elle prit son nom actuel.

## Patrimoine et lieux d'intérêt
- no  1 bis : maison toulousaine. 
Une maison toulousaine, bâtie en brique, est construite en 1913 pour le compte de M. Benne. Elle s'élève sur trois niveaux (un sous-sol, un rez-de-chaussée et un étage). La façade sur la rue Dieu compte quatre travées, percées de fenêtres rectangulaires simples – ou double, dans la travée centrale. Un cordon sépare le rez-de-chaussée de l'étage, un ancien comble à surcroît, surélevé lors de travaux menés en 2016. La corniche moulurée qui couronnait l'élévation a été conservée[3].

- no  3 : maison (deuxième moitié du XIXe siècle)[4].
- no  12 : maison toulousaine (deuxième moitié du XIXe siècle)[5].
- no  17 : maison toulousaine (deuxième moitié du XIXe siècle)[6].
- no  19 : maison toulousaine (deuxième moitié du XIXe siècle)[7].